# Sergio Renán
Sergio Renán (Buenos Aires, 30 gennaio 1933 – Buenos Aires, 13 giugno 2015) è stato un regista cinematografico, sceneggiatore e attore argentino.
Il suo vero nome è Samuel Kohan. Nel 1975 il suo film La tregua è stato candidato all'Oscar al miglior film straniero.

## Filmografia

### Regista
- La tregua (1974)
- Crecer de golpe (1976)
- La fiesta de todos (1978)
- Sentimental (requiem para un amigo) (1980)
- Gracias por el fuego (1983)
- Tacos altos (1985)
- El sueño de los héroes (1997)
- La soledad era esto (2001)
- Tres de corazones (2007)